# I-D
A i-D é uma revista britânica dedicada a moda, música, arte e cultura jovem. Foi fundada pelo designer e ex-diretor de arte da Vogue Terry Jones em 1980. A revista é conhecida por sua inovativa fotografia e tipografia. Alguns fotógrafos como Nick Knight, Wolfgang Tillmans, Juergen Teller, Terry Richardson e Ellen von Unwerth produzem trabalhos para a i-D.